# Couvent des Cordeliers de Forcalquier
Pour les articles homonymes, voir Couvent des Cordeliers et Cordeliers.
Le couvent des Cordeliers de Forcalquier est un ancien couvent de la commune française de Forcalquier, datant du Moyen Âge. Ses vestiges sont depuis le 12 septembre 1968 inscrits à l’inventaire supplémentaire des monuments historiques.

## Historique
Le couvent des Cordeliers fut construit au XIIIe siècle, vers 1236, à l'emplacement d'un ancien prieuré bénédictin.
C'est l’une des premières fondations franciscaines en Provence. Il fut édifié dans une demeure donnée par Raymond Bérenger V de Provence, comte de Forcalquier. 
Le couvent fut endommagé pendant les guerres de Religion, mal entretenu par la suite, il périclita, et ne comptait que deux religieux lors de la Révolution française. En 1791, déserté par les moines, il fut vendu comme bien national et transformé en exploitation agricole.
Devenu propriété de la commune, il est restauré à partir de 1963.

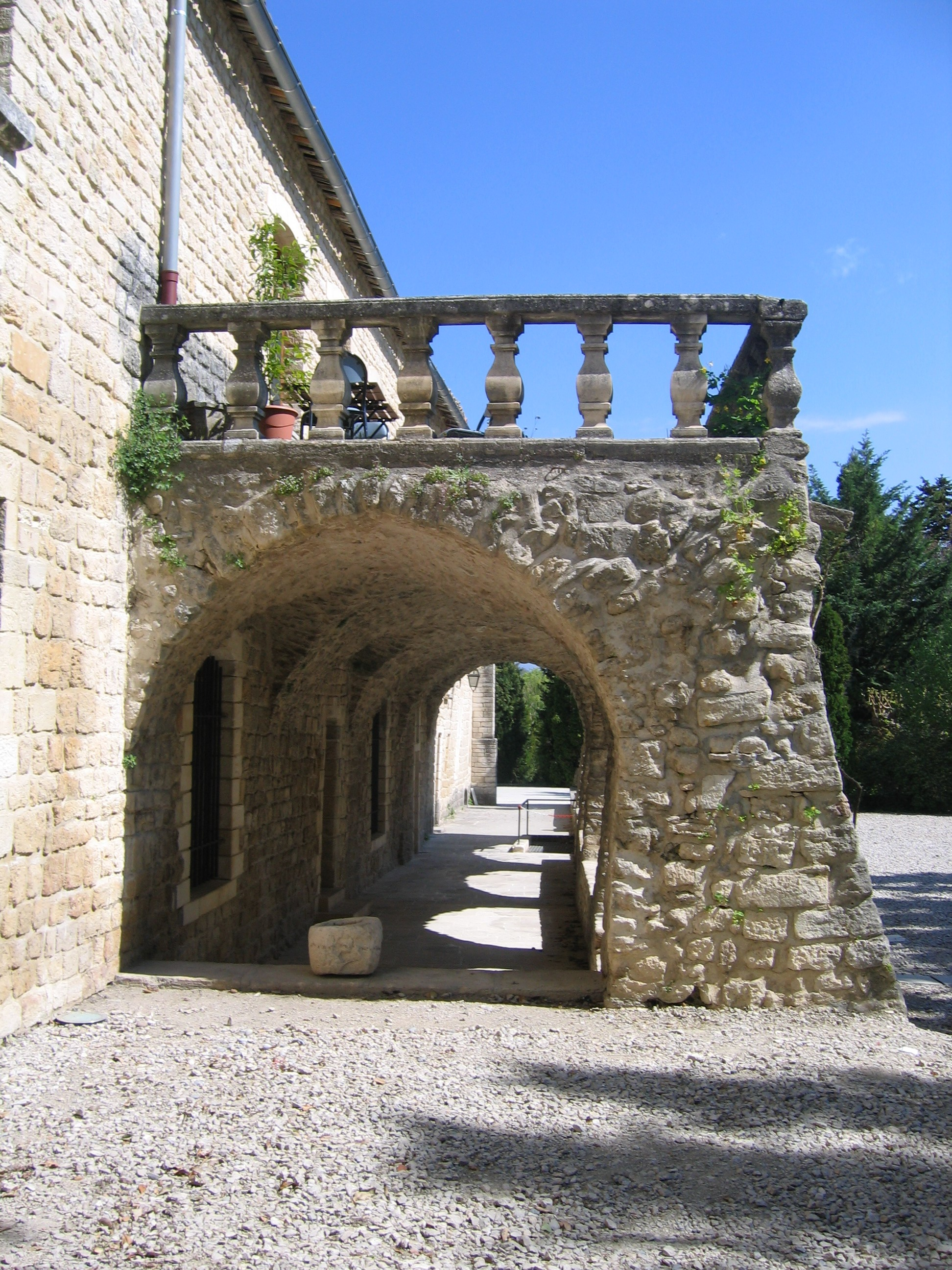
Chapelle du couvent des Cordeliers.

## Descriptif
La façade de l’église est située sous le bâtiment de l'ancienne Poste. Il subsiste encore, autour du cloître gothique (début du XIVe siècle) reconstitué, l'ensemble des salles conventuelles et une chapelle secondaire du XVe siècle, un ossuaire et une crypte. L'oratoire abrite une Vierge à l’Enfant en bois sculpté du XVe siècle. Le cloître donne sur un jardin médiéval, les salles conventuelles ont gardé leur mobilier, leur statuaire. La bibliothèque possède un plafond d'origine, le scriptorium est situé à côté. La terrasse offre un vaste panorama. Enfin subsistent les vestiges de l'église.
Le couvent est actuellement le siège de l'Université européenne des senteurs et saveurs.

## Cloitre

Le cloitre.